# Resolucija (pravo)
Resolucija (lat. resolūtiō v pomenu sklep, odlok) je na sestanku, zborovanju ali kongresu sprejeta javna izjava o pomembnem vprašanju.
Resolucija je lahko:
- Resolicija je navadno kratek sklep, tudi pismeni sklep, ki izraža v zgoščeni navadno slovesni obliki odločitev, zahteve ali mnenje večine sprejete na kongresu, zborovanju itd.
- Resolucija je tudi akt državnega zbora ali skupščine, s katerim ta ocenjuje stanje, določa politiko in sprejema programe na posameznih področjih. Načeloma je to akt političnega pomena, ki ne vsebuje pravno zavezujočih norm.

## Razvoj besede
Beseda resolucija je tujka, ki je na Slovenskem v uporabi od 20. stol. prevzeta in prilagojena prek nem. Resolution in frc. résolution iz latinske resolūtiō v pomenu odlok, sklep, rešitev vprašanja, izpeljane iz glagola resolvere v pomenu ponovno razvezati, razrešiti.